# Fritzenbach
Die Fritzen, montafonerisch Fretza, ist ein Bach in der Gemeinde Bartholomäberg.

## Geographie

### Verlauf
Der Fritzenbach entspringt im Gebiet Worms, einem ehemaligen Bergbaugebiet in Bartholomäberg auf ungefähr 1400 m Seehöhe. Er fließt in gerader direkter Linie talwärts, wobei er das Fritzentobel ausbildet. Im Talgrund durchfließt die Fritzen den Ortsteil Gantschier. Dann passiert er den Hosensee, welcher nach dem Ortsteil für die Absenkung des Grundwasserspiegels angelegt wurde und heute ein Fischrevier und Badegewässer ist. Anschließend fließt er der Siedlung Roter Stein entlang und mündet im Ortsteil Außerböden in die Ill.

### Zuflüsse
- Bothatöble(bach) (rechts), 0,7 km

## Fritzentobel
Laufende Vermurungen machten über Jahrhunderte die Besiedlung des Ortsteiles Gantschier unmöglich. Häuser vor 1945 befinden sich am Bergansatz, und nicht in der Ebene des Talgrundes. Die erste Wildbachverbauung entstand im Zweiten Weltkrieg mit französischen Kriegsgefangenen und Zwangsarbeitern aus dem Lager Rodund, zumal für die Errichtung der Illwerke eine ständige Offenheit der Zufahrt ins Montafon wichtig und dringend war.
Die Stützmauern im Tobel wurden später ergänzt, das Auffangbecken ▼ im Talgrund nachgebessert. Mit einem nicht sichtbaren Überlaufkanal über die Kirchstraße wurde die Fritzen zusätzlich auf direktem Wege mit der Ill verbunden, was dem Ortsteil Gantschier eine weitere Hochwassersicherheit gibt.